# Skärbäcken
Skärbäcken är ett naturreservat i Älvdalens kommun i Dalarnas län.
Området är naturskyddat sedan 1966 och är 6 hektar stort. Reservatet ligger på Älvdalens skjutfält väster om Rotälven och består av gles och grov tallskog.